# 9232 Miretti
9232 Miretti è un asteroide della fascia principale. Scoperto nel 1997, presenta un'orbita caratterizzata da un semiasse maggiore pari a 2,1586600 UA e da un'eccentricità di 0,0926434, inclinata di 3,32560° rispetto all'eclittica.